# Hot Boys
Hot Boys (ibland Hot Boy$ eller Hot Boyz) var en amerikansk musikgrupp som spelade rap och som var aktiva 1997–2001. Medlemmar i bandet var Juvenile, Lil Wayne, B.G. och Turk (ofta kallad "Young Turk" eller "Lil Turk"). Bandet har sedan återförenats.

## Diskografi
Studioalbum
- 1997 – Get It How U Live!
- 1999 – Guerrilla Warfare
- 2003 – Let 'Em Burn

Singlar
- 1997 – "Neighborhood Superstar" (med Big Tymers)
- 1999 – "We on Fire"
- 1999 – "I Need a Hot Girl" (med Big Tymers)
- 1999 – "Rock Ice" (med Big Tymers)
- 2003 – "My Section"
- 2003 – "Gangsta Nigga"

## Filmografi
- 2000: Baller Blockin'